# Clint Hallam
Clint Hallam, né en Nouvelle-Zélande vers 1951, a été le premier greffé de la main.
Alors qu'il purge une peine de deux ans de prison pour escroquerie, il se tranche accidentellement la main avec la scie circulaire de l'atelier. Devant les échecs de lui recoudre la main ou de lui poser une prothèse, il demande avec insistance à se faire greffer une main. Cette opération qui dure 13 ou 14 heures est effectuée par Jean-Michel Dubernard avec l'aide de 17 autres chirurgiens dont Nadey Hakim à Lyon, en septembre 1998. Après l'opération, Clint Hallam déclenche une polémique : il avait caché ses antécédents judiciaires, et est recherché par la police pour plusieurs affaires d'escroquerie après son opération, vole d'autres patients, cherche à se faire payer pour ses apparitions médiatiques, et ne suit pas les lourds traitements immunosuppresseurs nécessaires, ce qui va provoquer plusieurs crises de rejet. Il se fait finalement amputer la main greffée le 3 février 2001 dans un hôpital privé de Londres.
D'un point de vue éthique, il s’agissait d’un cas de greffe en l’absence de risque vital, qui, en l’absence de mobilité importante obtenue de la main greffée, n'a pas été plus utile qu'une prothèse.
Cette expérience a toutefois permis de constater qu'une greffe de membre se traduisait par un transfert de cellules souches (provenant de l’intérieur des os) qui en favorisait le maintien[réf. nécessaire].